# Šikun u-vinuj
Šikun u-vinuj (hebrejsky שיכון ובינוי‎) je globální obchodní skupina se sídlem v Izraeli, která působí prostřednictvím dceřiných společností v oblastech, jako je infrastruktura, nemovitosti, energetika a franšízing. Dceřiné společnosti Šikun u-vinuj působí ve více než dvaceti zemích světa.

## Historie
V roce 1924 založil Histadrut společnost Solel bone (později se stala součástí Šikun u-vinuj) s cílem sjednotit skupiny dělníků, kteří pracovali po celé Zemi izraelské. V roce 1958, v souladu s vizí Goldy Meirové, Solel bone rozšířil svou činnost do afrických zemí.
Myšlenka založit Šikun u-vinuj vznikla již v roce 1988. V čele představenstva zastřešující společnosti stál poslanec Knesetu Rafa'el Edri. Šikun u-vinuj byla skutečně založena v roce 1989 jako zastřešující společnost šesti společností Histadrutu: Šikun ovdim, Solel bone a čtyř dceřiných společností Solel bone. Předsedou byl jmenován Efrajim Cdaka a ředitelem se stal Uzi Vardi Zar, který byl přiveden z Banky ha-Po'alim. Přibližně po roce se začalo prodávat vápno a kámen a stavební boom, který následoval po imigraci ze Sovětského svazu, přivedl Solel bone k provozní ziskovosti.
V roce 1996 byl podíl Histadrutu ve společnosti prodán zaměstnancům společnosti a společnosti Arison Investments (vlastněné Tedem Arisonem, nyní vlastněné jeho dcerou Šari Arison) v rámci rozsáhlé privatizace majetku Histadrutu. Počátkem roku 2000 se objevila tvrzení, že společnost byla prodána za mnohem nižší cenu, než byla její hodnota.
V roce 2007 přijala Šikun u-vinuj udržitelnost jako součást své firemní politiky, což vedlo ke změnám ve struktuře, v každodenním chování jejích zaměstnanců a k většímu zapojení do projektů, které odpovídají hodnotám udržitelnosti, jako jsou obnovitelné zdroje energie, odsolování vody a zpracování odpadu.
V roce 2013 získala Šikun u-vinuj cenu Green Globe Award, kterou uděluje organizace Life & Environment, zastřešující zelené organizace v Izraeli, za ekologickou podnikatelskou iniciativu.
V červnu 2018 prodala společnost Arison Investments svůj podíl ve společnosti (47 %) Naty Saidoffovi za 1,1 miliardy NIS.
Společnosti skupiny se podílejí na velkých projektech v Izraeli i v zahraničí, a to v oblasti infrastruktury, stavebnictví, podnikání, obytných čtvrtí, komerčních a veřejných budov, jakož i na výstavbě a financování projektů v oblasti dopravní infrastruktury, čištění a odsolování vody a energetiky.

## Sídlo skupiny
Budova Šikun u-vinuj, do které se v roce 2011 přestěhovalo ústředí skupiny, byla naplánována a postavena v souladu s certifikací ekologického stavitelství LEED.
Od roku 2022 je Tamir Kohen výkonným ředitelem skupiny a v letech 2018–2021 zastával funkci předsedy skupiny.